# Albert Cobut
Albert Jules Emile Ghislain Cobut (Parigné-l'Évêque, Sarthe, 21 februari 1917 – Mettet, 30 december 2003) was een Belgisch senator en arts.

## Levensloop
Cobuts grootvader was burgemeester van Mettet en zijn vader was er schepen. Hij studeerde aan het jezuïetencollege van Gedinne. Vanaf 1935 volbracht hij zijn studies in de geneeskunde in Leuven, Hij was voorzitter van de Jeunesse étudiante catholique (JEC) voor de federatie Dinant-Philippeville. Hij werd lid van de Waalse Federatie van hoogstudenten, werd er in 1939 secretaris van en in 1941 voorzitter.
Hij nam het initiatief voor een actie van studenten en professoren die het onevenwicht wilden aanklagen tussen Franstalige en Vlaamse professoren in de Franse afdelingen van de Katholieke Universiteit Leuven. Hij had namelijk vastgesteld dat in de Franstalige afdelingen op 227 professoren er 114 Vlamingen waren en slechts een minderheid afkomstig was uit Wallonië en Franstalig Brussel.
Een rapport hierover, ondertekend door talrijke professoren en door alle voorzitters van de Waalse studentenverenigingen werd aan de bisschoppen overgemaakt in 1942. Cobut werd hierop aangesproken door rector Honoré Van Waeyenbergh.
In 1945 tekende Cobut mee het Manifest dat aan de basis lag van Rénovation Wallonne en nam in 1945 deel aan het eerste congres van deze beweging.
Arts geworden, vestigde hij zich in Mettet. Hij trad toe tot de PSC en op een lijst van deze partij werd hij tot gemeenteraadslid verkozen in 1946. In 1947 werd hij schepen en van 1953 tot 1964 was hij burgemeester.
Hij werd ook verkozen tot provincieraadslid voor de provincie Namen (1949-1965) en in mei 1967 volgde hij de overleden Harold d'Aspremont Lynden als senator op, voor wie hij als opvolger op de lijst stond in het arrondissement Namen-Dinant-Philippeville. Hij zetelde tot in maart 1968.